# Гуйси
Гуйси́ (кит. упр. 贵溪, пиньинь Guìxī) — городской уезд городского округа Интань провинции Цзянси (КНР).

## История
С 223 года до н.э. эти земли входили в состав уезда Юйгань. Во времена империи Тан в 765 году из уезда Юйгань был выделен уезд Гуйси (贵溪县). Во времена империи Цин в 1864 году в составе уезда Гуйси был образован посёлок Интань.
После образования КНР был создан Специальный район Шанжао (鹰潭专区), и уезд Гуйси вошёл в его состав. 8 октября 1952 года Специальный район Шанжао и Специальный район Фулян (浮梁专区) были объединены в Специальный район Интань (鹰潭专区).  6 декабря 1952 года власти специального района переехали из посёлка Интань уезда Гуйси в уезд Шанжао, и Специальный район Интань был переименован в Специальный район Шанжао.
В 1957 году в связи со строительством железной дороги посёлок Интань был выведен из состава уезда Гуйси и подчинён напрямую властям специального района, но уже в апреле 1958 года он был возвращён в состав уезда Гуйси.
8 июня 1960 года посёлок Интань был вновь выведен из состава уезда Гуйси и подчинён напрямую властям специального района.
В 1970 году Специальный район Шанжао был переименован в Округ Шанжао (上饶地区).
Постановлением Госсовета КНР от 27 июля 1983 года городской уезд Интань и уезды Юйцзян и Гуйси были выделены из округа Шанжао в отдельный городской округ Интань.
В мае 1996 года уезд Гуйси был преобразован в городской уезд.

## Административное деление
Городской уезд делится на 3 уличных комитета, 14 посёлкоа, 5 волостей и 1 национальную волость.

## Экономика
В уезде базируется государственная компания Jiangxi Copper — крупнейший китайский производитель меди; кроме того, на предприятиях Jiangxi Copper производят серную кислоту, золото, серебро, платину, палладий, селен, теллур, рений, молибден и свинец.